# Nynantheae
Sous-ordre
Les Nynantheae sont un sous-ordre d'anémones de mer.

## Liste des sous-taxons
Selon World Register of Marine Species (6 mai 2016) :

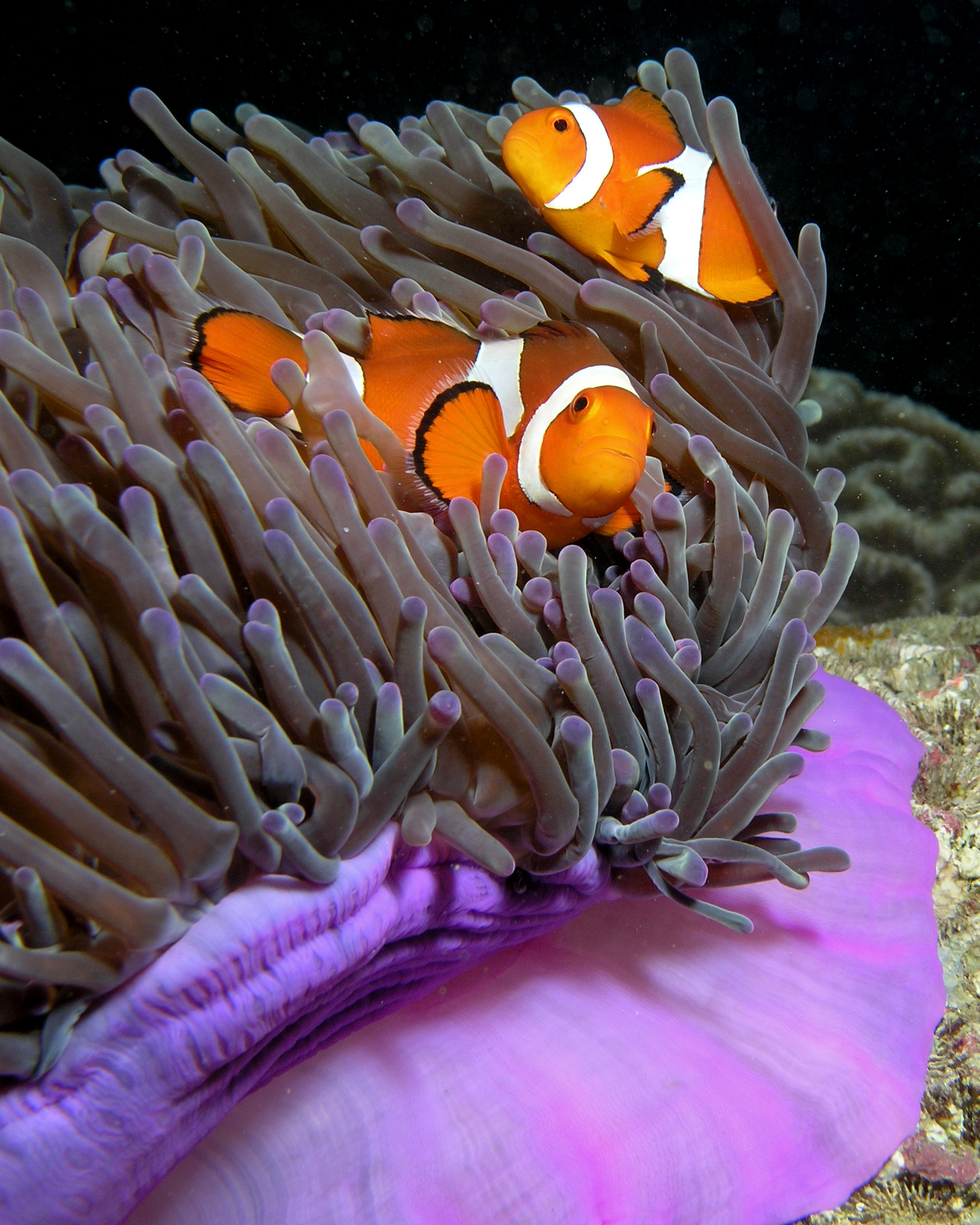
Poissons-clowns dans une anémone Heteractis magnifica

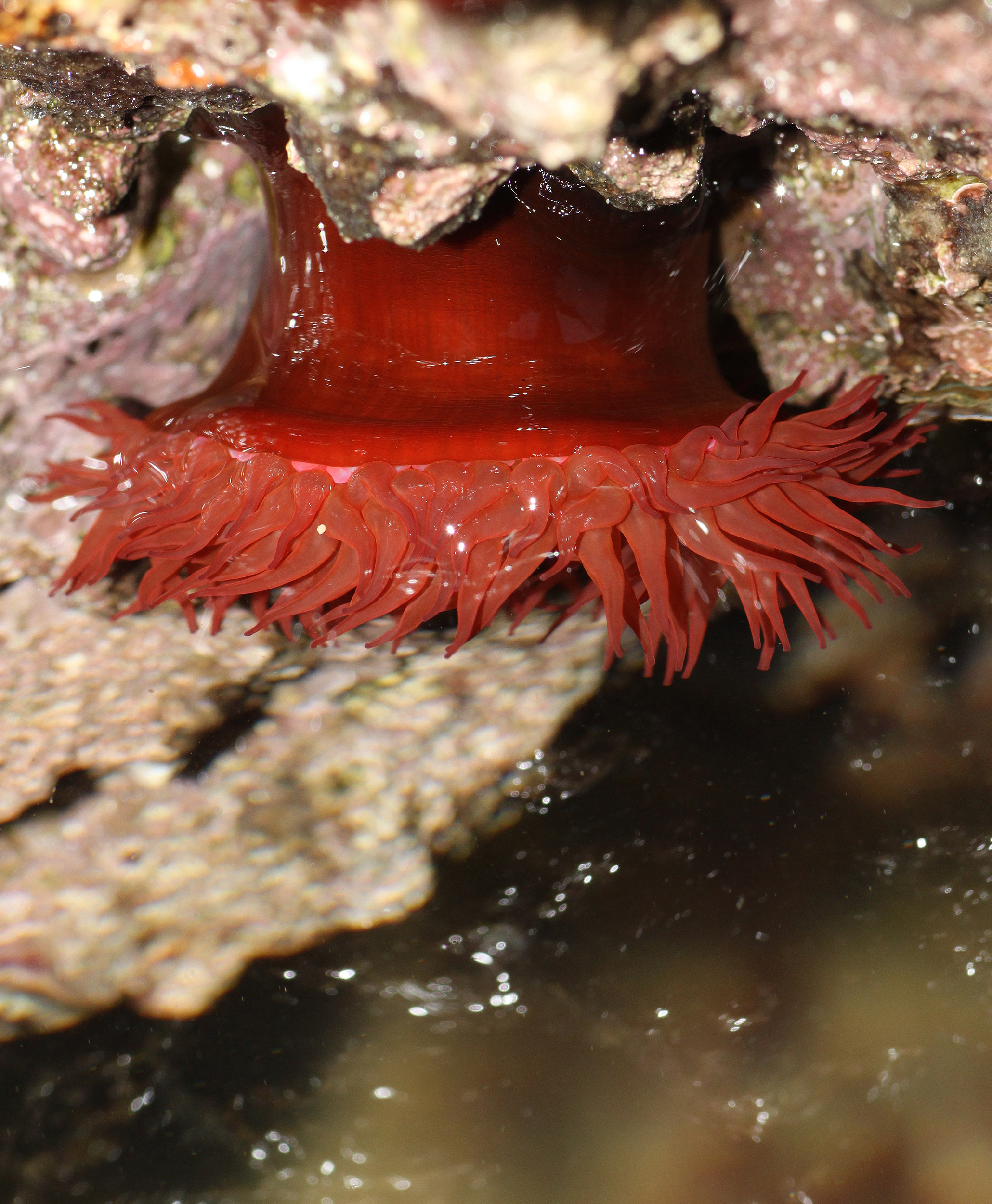
Actinia equina, une anémone commune sur les littoraux d'Europe.

- infra-ordre Athenaria Carlgren, 1899
  - famille Andresiidae Stephenson, 1922
  - famille Andwakiidae Danielssen, 1890
  - famille Edwardsiidae Andres, 1881
  - famille Galatheanthemidae Carlgren, 1956
  - famille Halcampidae Andres, 1883
  - famille Halcampoididae Appellöf, 1896
  - famille Haliactiidae Carlgren, 1949
  - famille Haloclavidae Verrill, 1899
  - famille Ilyanthidae
  - famille Limnactiniidae Carlgren, 1921
  - famille Octineonidae Fowler, 1894
- infra-ordre Boloceroidaria Carlgren, 1924
  - famille Boloceroididae Carlgren, 1924
  - famille Nevadneidae Carlgren, 1925
- infra-ordre Thenaria Carlgren, 1899
  - super-famille Acontiaria Stephenson, 1935
    - famille Acontiophoridae Carlgren, 1938
    - famille Actinodendronidae Haddon, 1898
    - famille Actinoscyphiidae Stephenson, 1920
    - famille Aiptasiidae Carlgren, 1924
    - famille Aiptasiomorphidae Carlgren, 1949
    - famille Bathyphelliidae Carlgren, 1932
    - famille Diadumenidae Stephenson, 1920
    - famille Discosomidae
    - famille Exocoelactiidae Carlgren, 1925
    - famille Haliplanellidae Hand, 1956
    - famille Hormathiidae Carlgren, 1932
    - famille Isophelliidae Stephenson, 1935
    - famille Metridiidae Carlgren, 1893
    - famille Nemanthidae Carlgren, 1940
    - famille Paractidae
    - famille Sagartiidae Gosse, 1858
    - famille Sagartiomorphidae Carlgren, 1934

  - super-famille Actinioidea Rafinesque, 1815
    - famille Aurelianidae Andres, 1883
    - famille Iosactiidae Riemann-Zürneck, 1997
    - famille Stoichactidae Carlgren, 1900

  - super-famille Endomyaria Stephenson, 1921
    - famille Actiniidae Rafinesque, 1815
    - famille Aliciidae Duerden, 1895
    - famille Condylanthidae Stephenson, 1922
    - famille Homostichanthidae
    - famille Liponematidae Hertwig, 1882
    - famille Minyadidae Milne Edwards, 1857
    - famille Phymanthidae Andres, 1883
    - famille Stichodactylidae Andres, 1883
    - famille Thalassianthidae Milne Edwards, 1857

  - super-famille Mesomyaria Stephenson, 1921
    - famille Actinostolidae Carlgren, 1932
    - famille Exocoelactinidae Carlgren, 1925
    - famille Isanthidae Carlgren, 1938

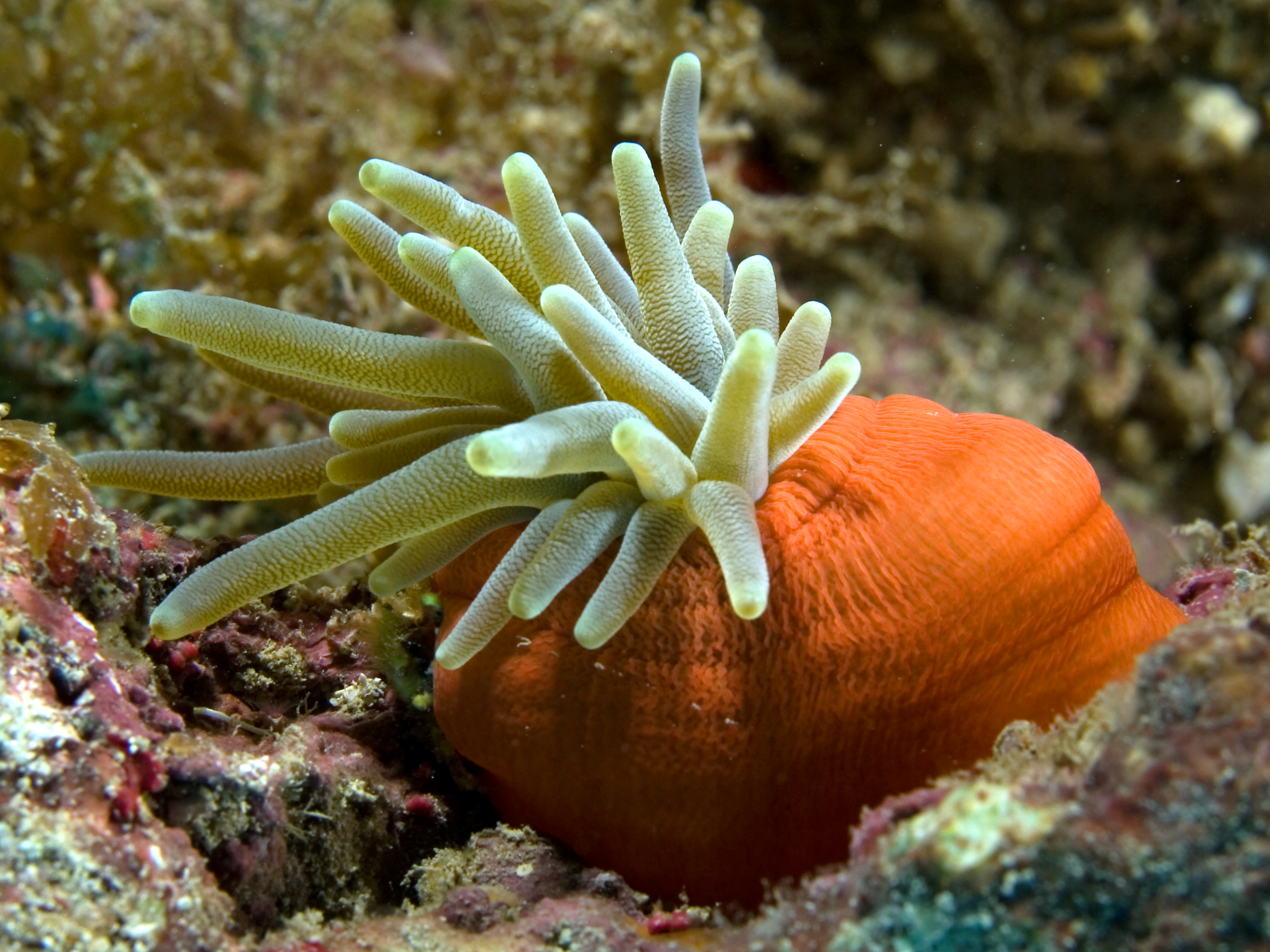
Condylactis gigantea, une Actiniidae
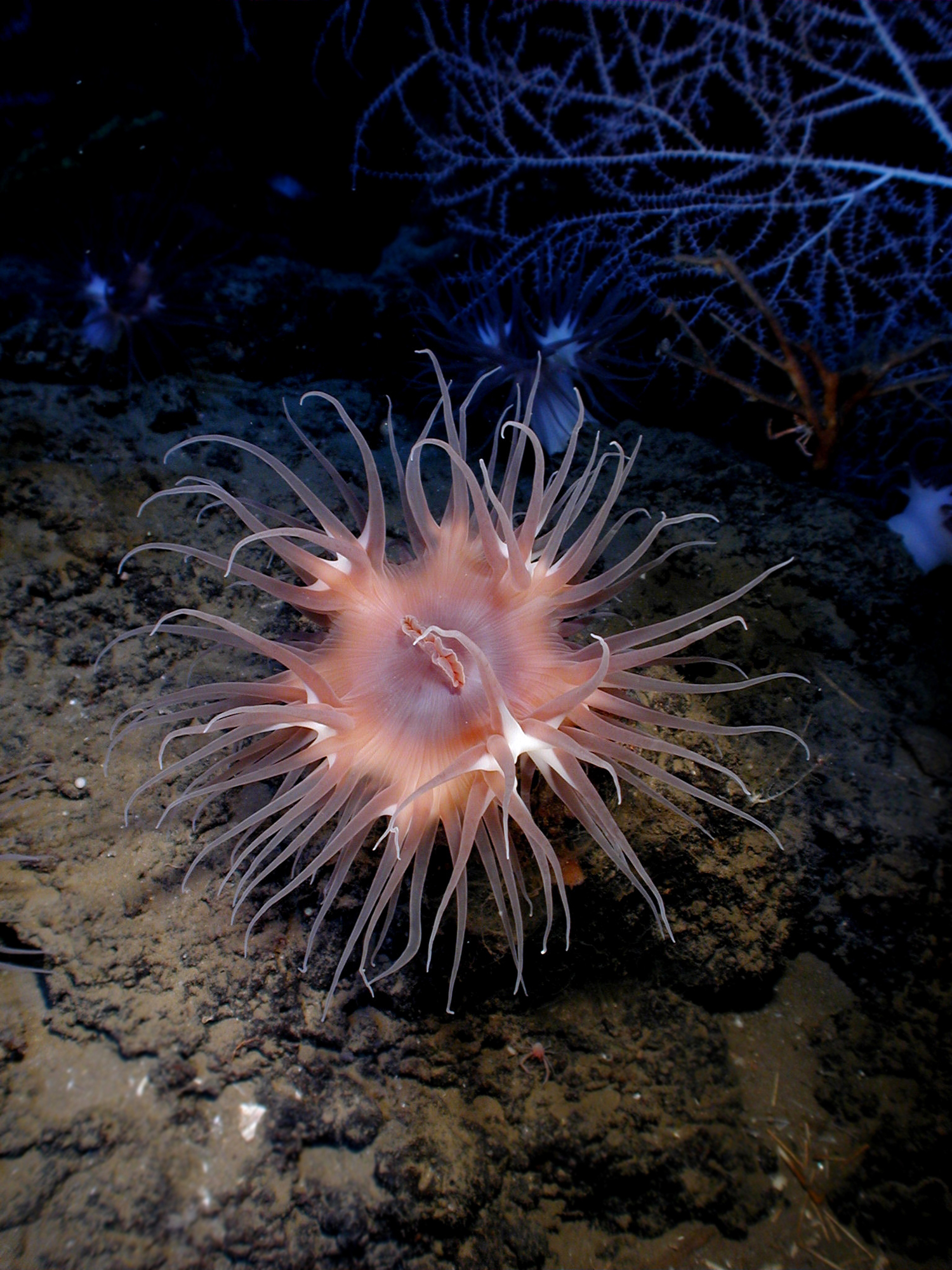
Actinostola sp., une Actinostolidae
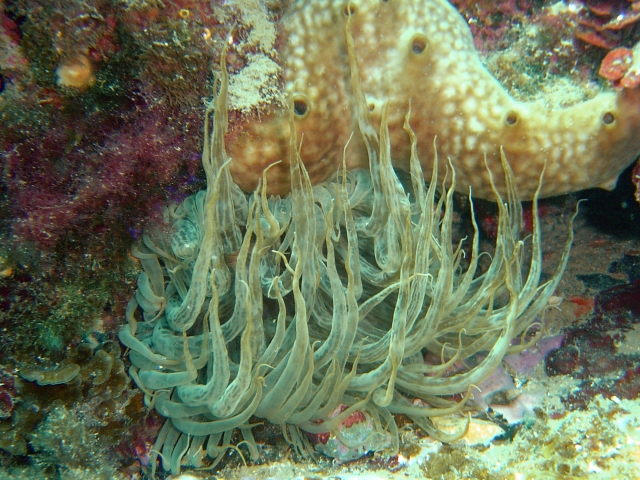
Aiptasia mutabilis, une Aiptasiidae
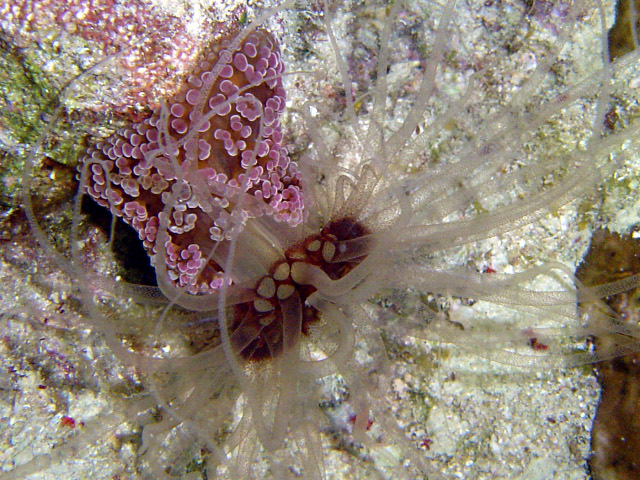
Alicia pretiosa, une Aliciidae
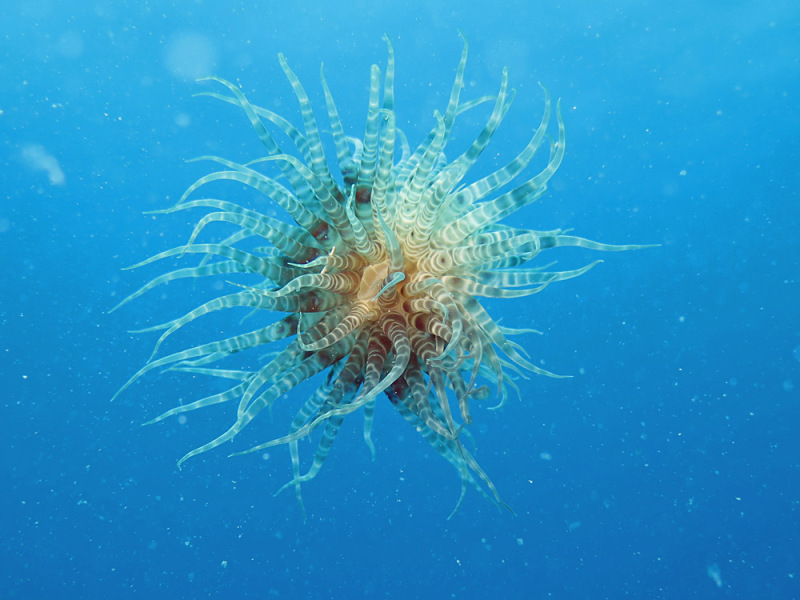
Boloceroides mcmurrichi, une Boloceroididae
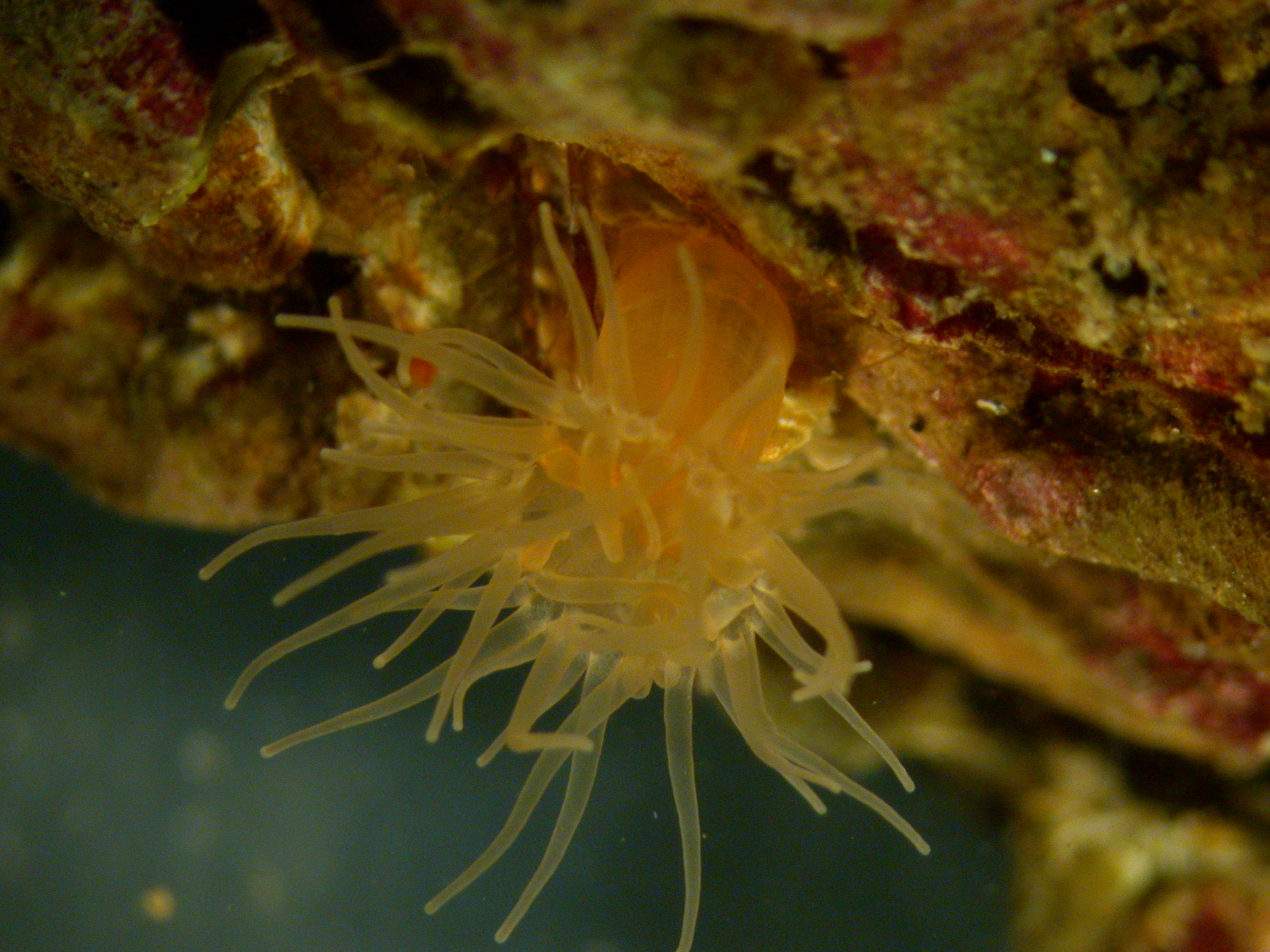
Diadumene cincta, une Diadumenidae
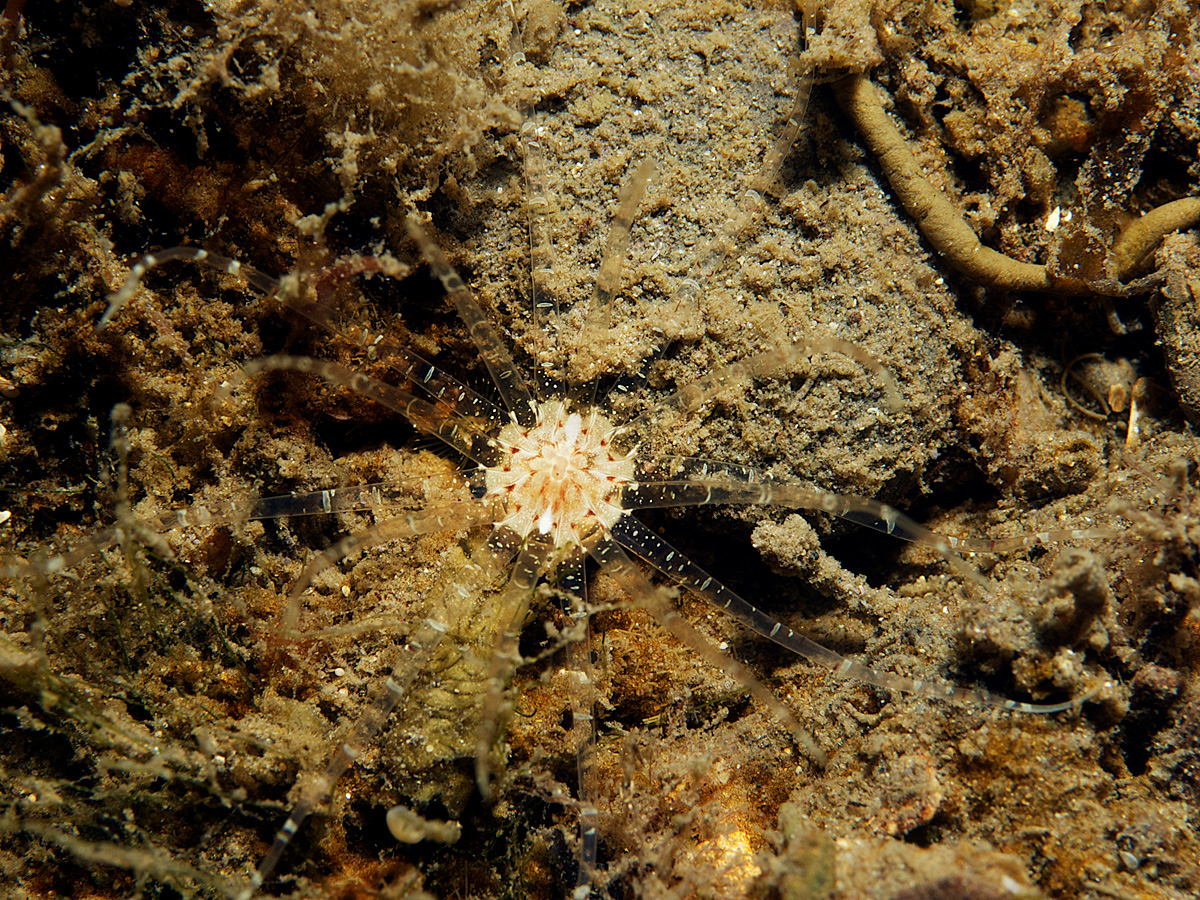
Edwardsia claparedii, une Edwardsiidae
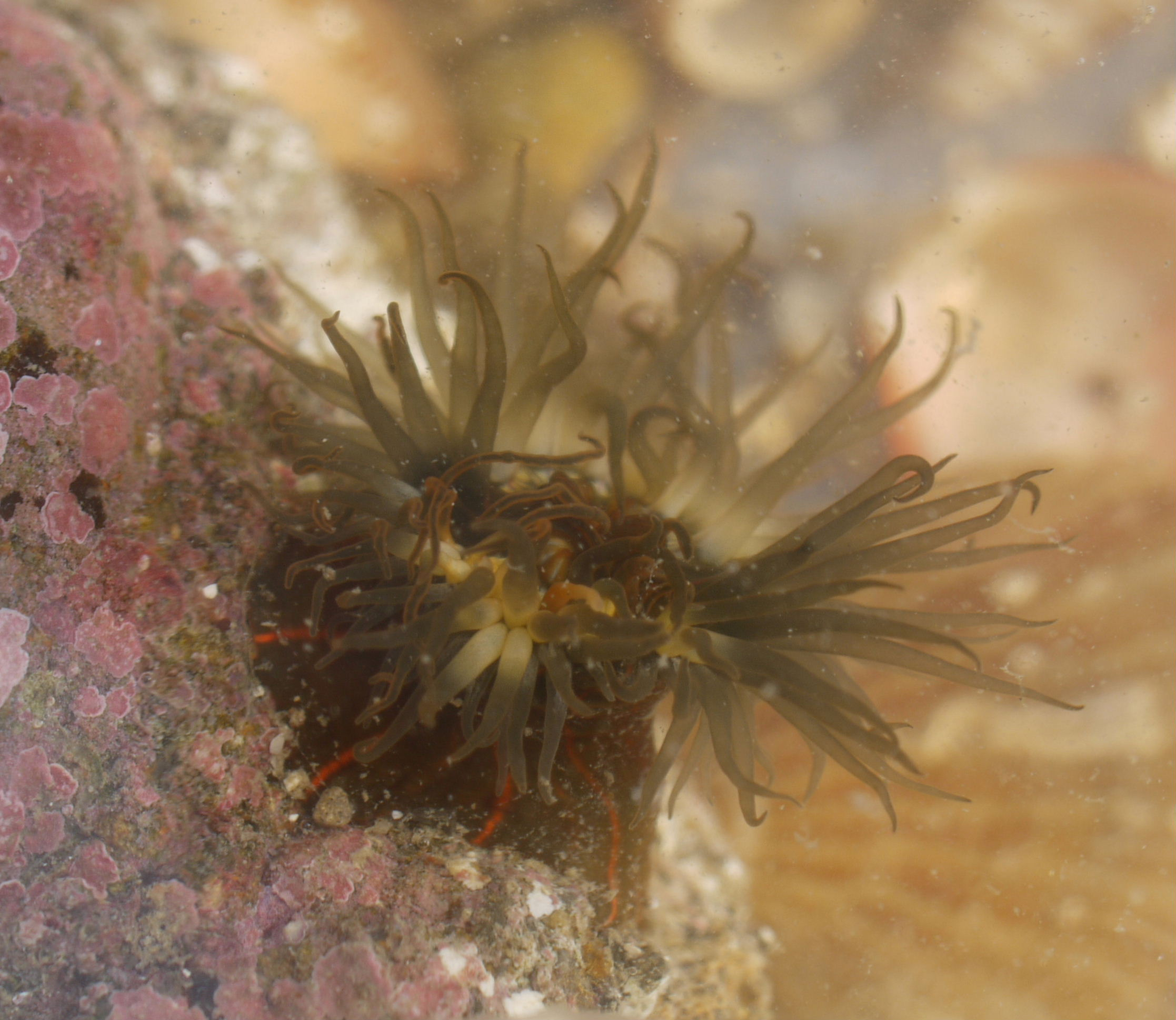
Haliplanella lineata, une Haliplanellidae
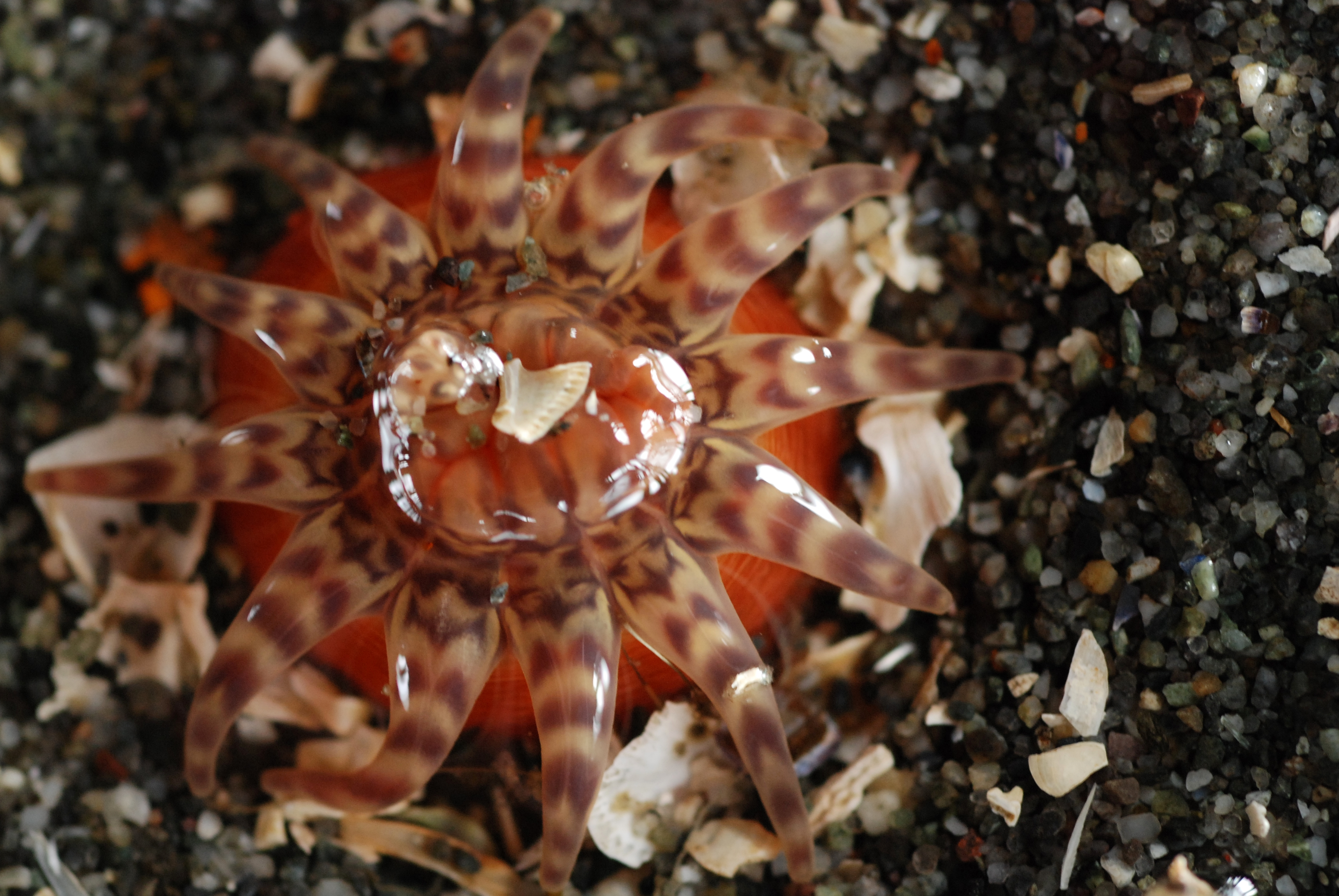
Peachia quinquecapitata, une Haloclavidae
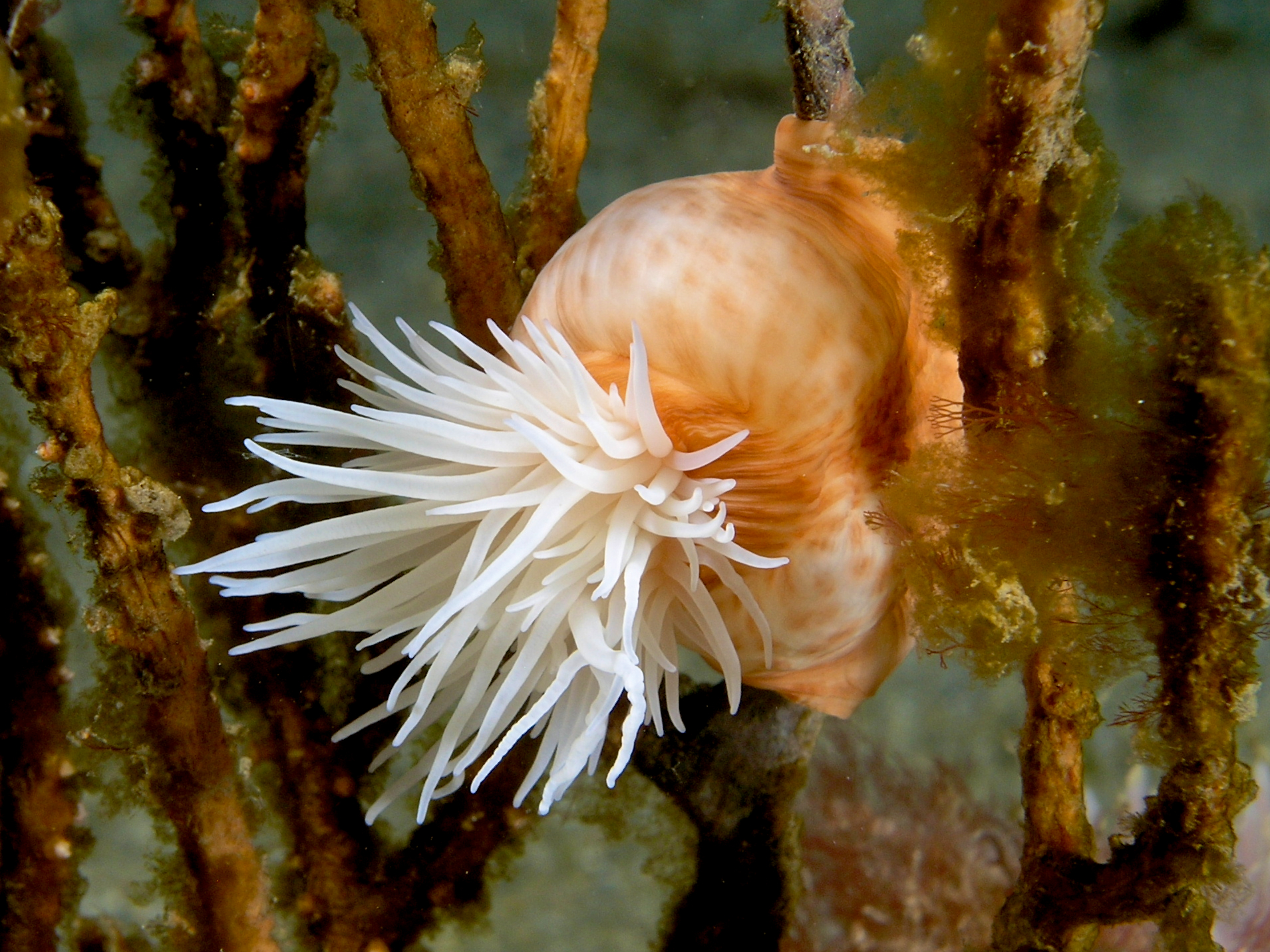
Amphianthus sp., une Hormathiidae
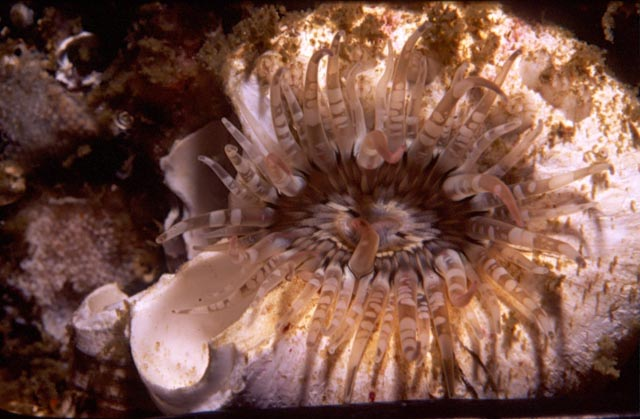
Isanthus capensis, une Isanthidae
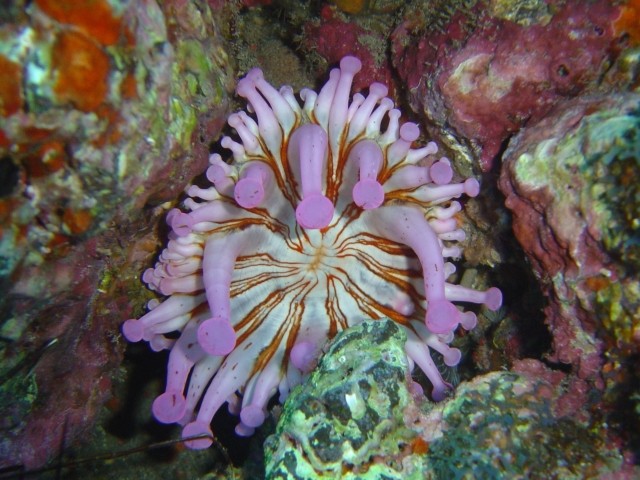
Telmatactis cricoides, une Isophelliidae
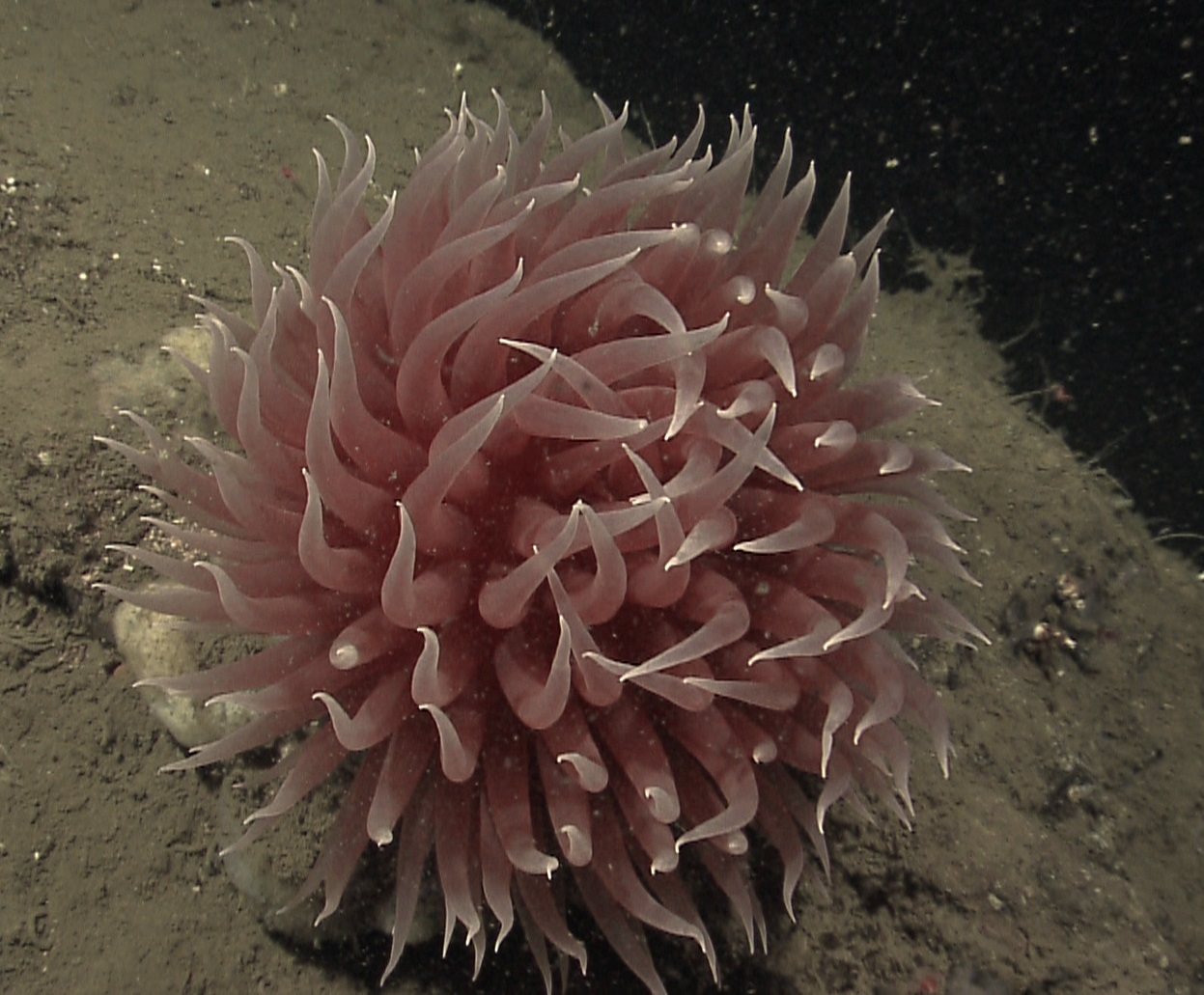
Liponema brevicorne, une Liponematidae
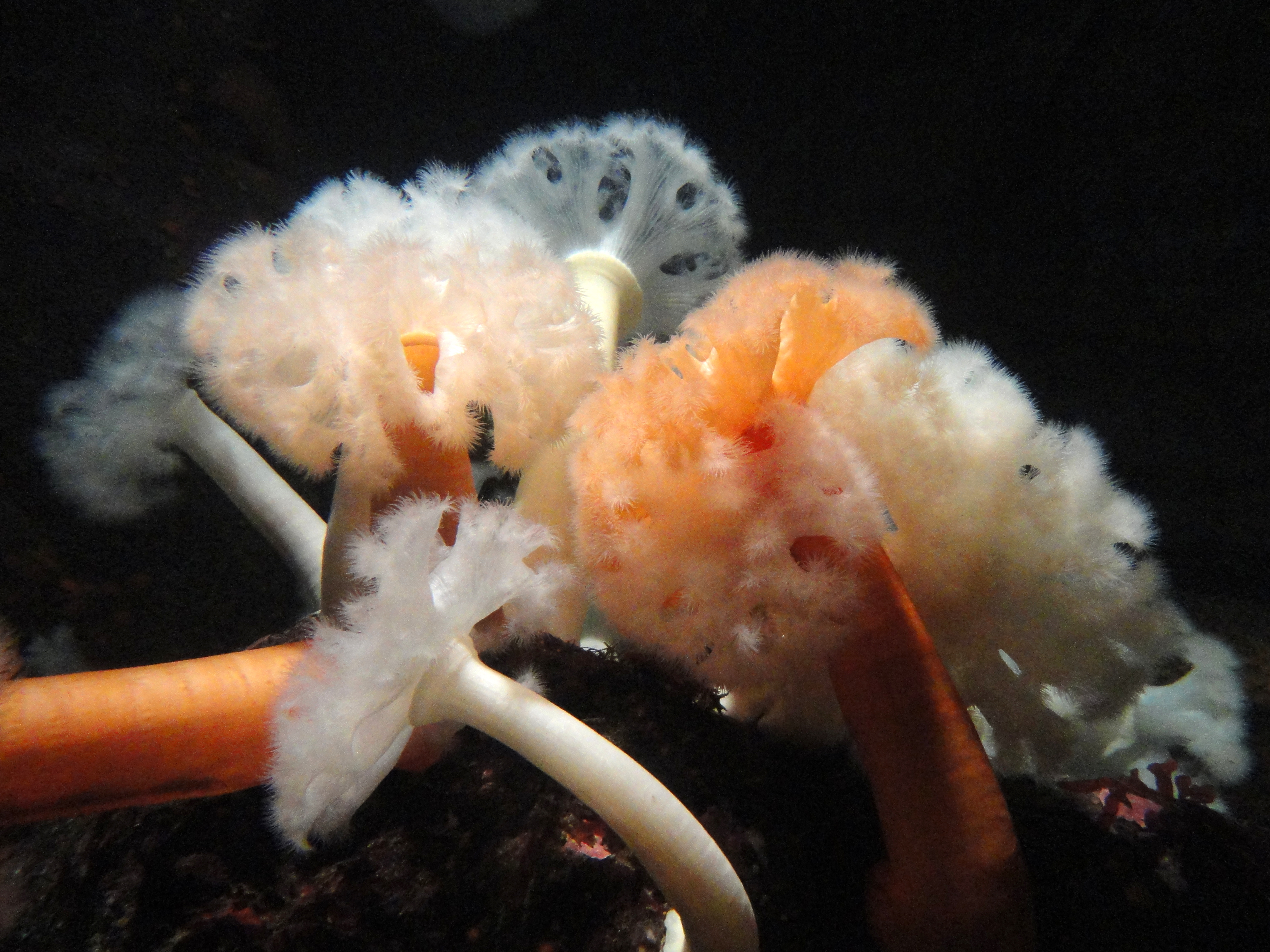
Metridium farcimen, une Metridiidae
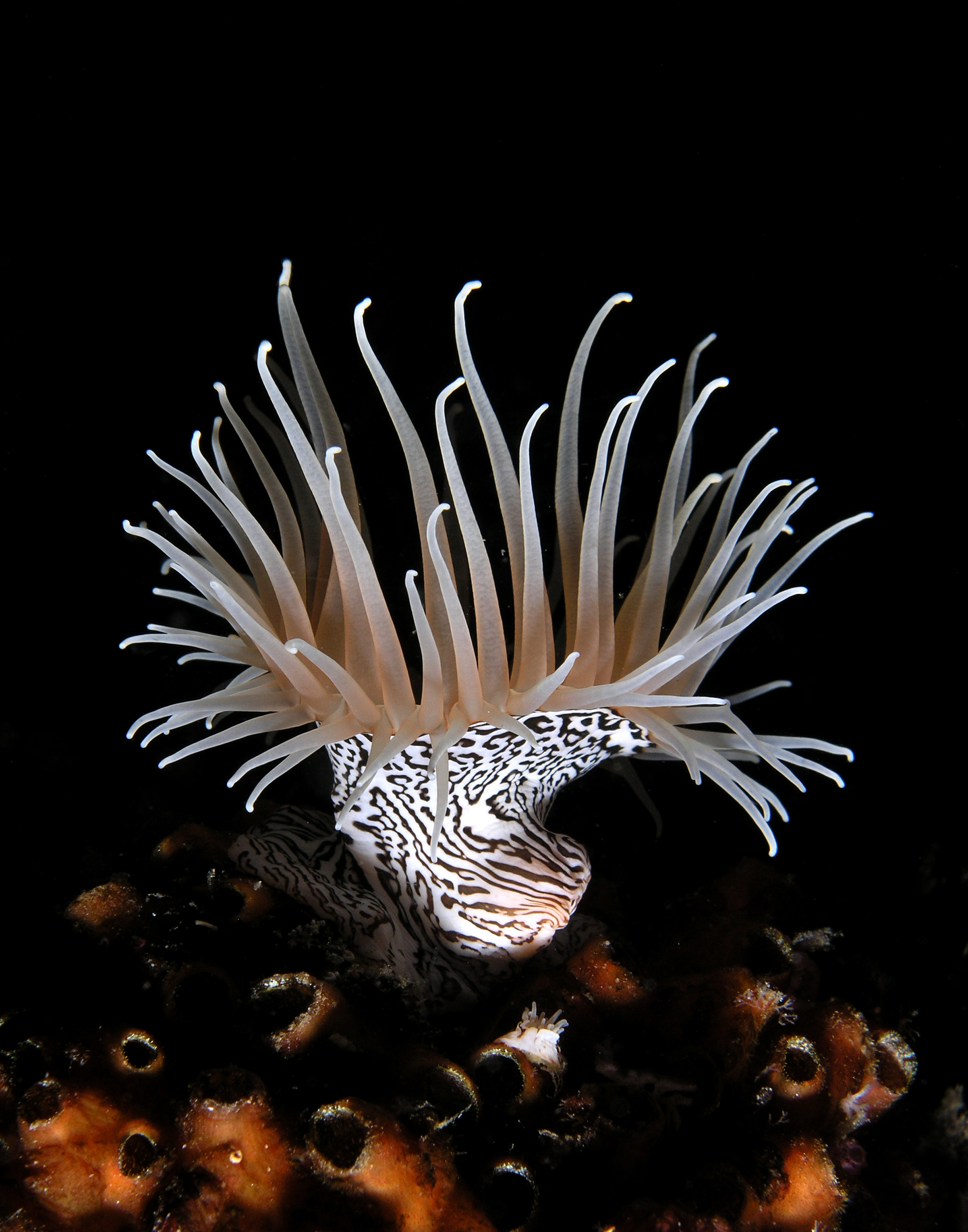
Nemanthus annamensis, une Nemanthidae
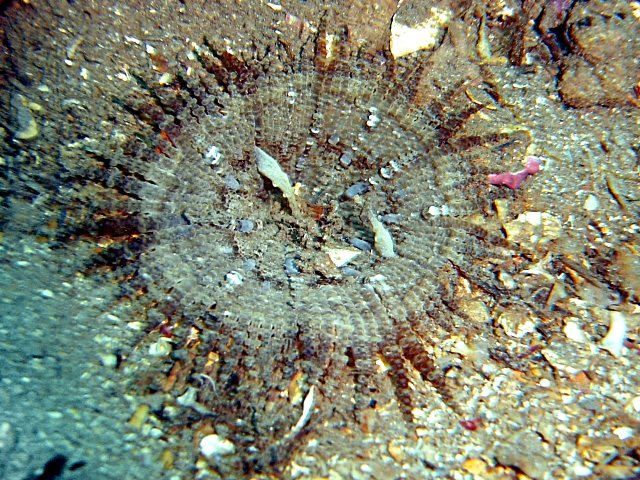
Phymanthus pulcher, une Phymanthidae
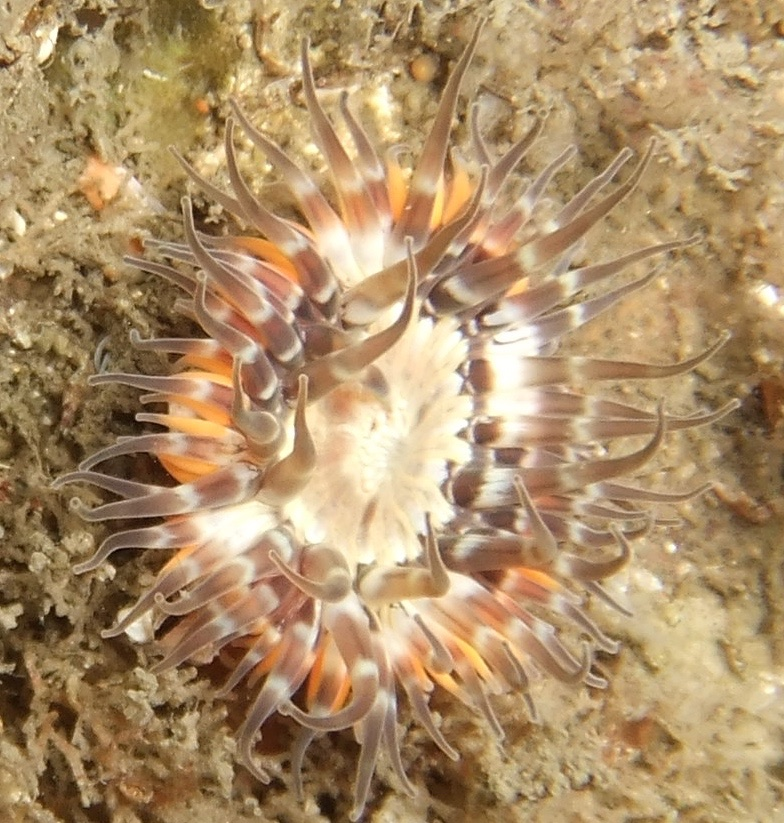
Sagartia elegans, une Sagartiidae
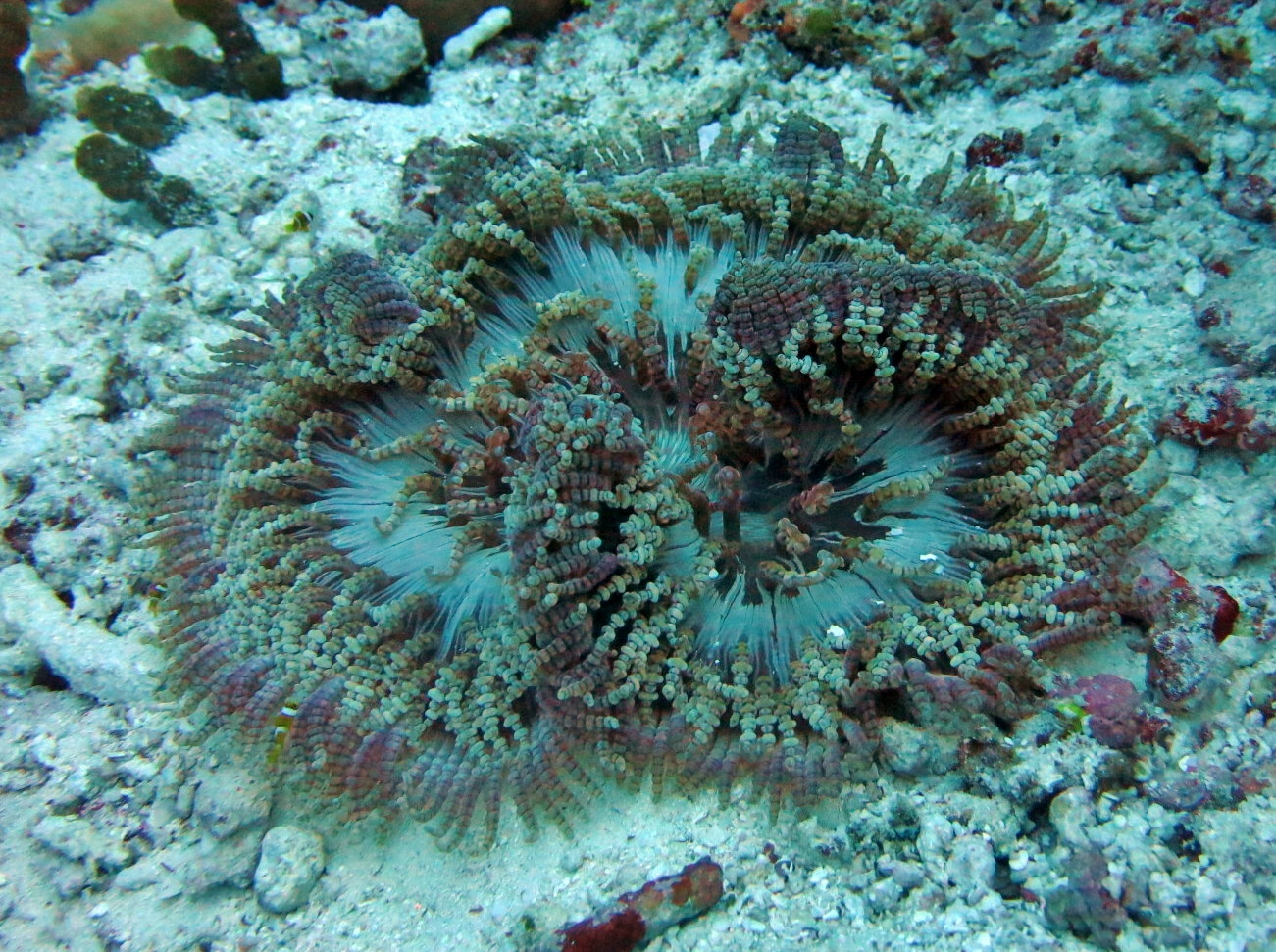
Heteractis aurora, une Stichodactylidae
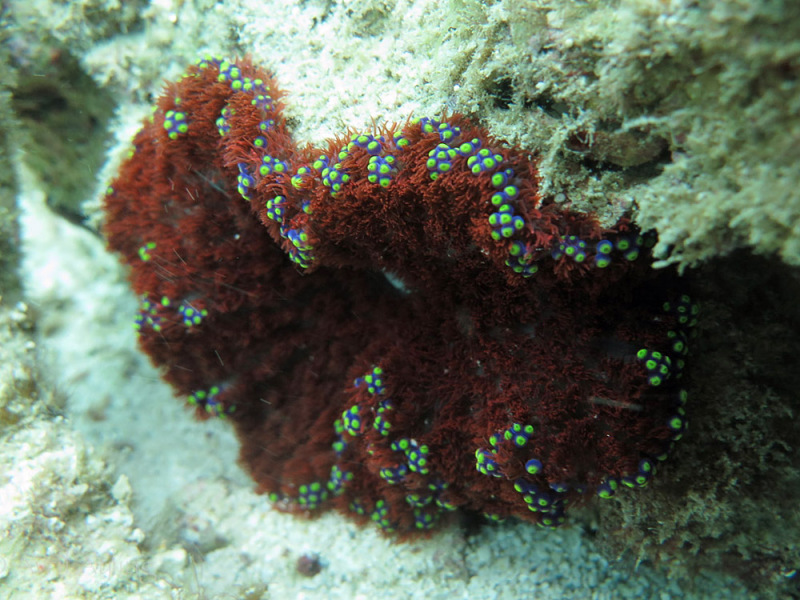
Thalassianthus aster, une Thalassianthidae